# Centaurea glomerata
Centaurea glomerata — вид квіткових рослин айстрових (Asteraceae). Ареал: Єгипет (зокрема Синай), Лівія, Туніс; інтродукований до Італії.